# Пальные
Пальные — село в Рыбновском районе Рязанской области России, входит в состав Алешинского сельского поселения.

## География
Село расположено на берегу речки Пальная в 7 км на юго-запад от центра поселения села Алешня, в 20 км на юго-запад от райцентра города Рыбное.

## История
Николаевская церковь в селе Пальные упоминается в окладных книгах 1676 года, где при ней находилось 40 приходских дворов. В 1816 году генерал-губернатором Александром Дмитриевичем Балашовым в селе была построена каменная церковь того же наименования. В 1844 году сыном храмоздателя Александром Александровичем Балашовым вокруг храма построена каменная ограда.
В XIX — начале XX века село входило в состав Бахмачеевской волости Рязанского уезда Рязанской губернии. В 1905 году в селе был 141 двор.
С 1929 года село являлось центром Пальновского сельсовета Рыбновского района Рязанского округа Московской области, с 1937 года — в составе  Рязанской области, с 2005 года — центр Пальновского сельского поселения, с 2015 года — в составе  Алешинского сельского поселения.

## Население
| 1859 | 1897 | 1906 | 2010 |
| ---- | ---- | ---- | ---- |
| 653  | ↗801 | ↗964 | ↘231 |